# Eupithecia centaureata
Eupithécie des centaurées
Espèce
Synonymes
- Geometra centaureata [Denis & Schiffermüller], 1775[1]
- Geometra oblongata Thunberg, 1784[1]

L'Eupithécie des centaurées (Eupithecia centaureata) est une espèce de lépidoptères (papillons) de la famille des Geometridae.

## Liste des sous-espèces
Selon Catalogue of Life (29 août 2018) :
- Eupithecia centaureata dagestani Vojnits, 1977
- Eupithecia centaureata dsharkendi Vojnits, 1977